# Paul Andreu
Paul Andreu (Burdeos, 10 de julio de 1938- París, 11 de octubre de 2018) fue un renombrado arquitecto francés. Es conocido por haber diseñado varios aeropuertos internacionales en todo el mundo, como el de París-Charles de Gaulle, París-Orly, el Aeropuerto Internacional Ninoy Aquino, Soekarno-Hatta (en Yakarta), el Aeropuerto Internacional de Abu Dhabi, el de Dubái, el de El Cairo o el de Brunéi. 
Otros prestigiosos proyectos incluyen el Arco de la Defensa en La Défense de París (como asociado de Johan Otto von Spreckelsen) y el nuevo Gran Teatro Nacional de China en la Plaza de Tiananmen de Pekín.
Andreu se graduó en 1961 de la École Polytechnique.

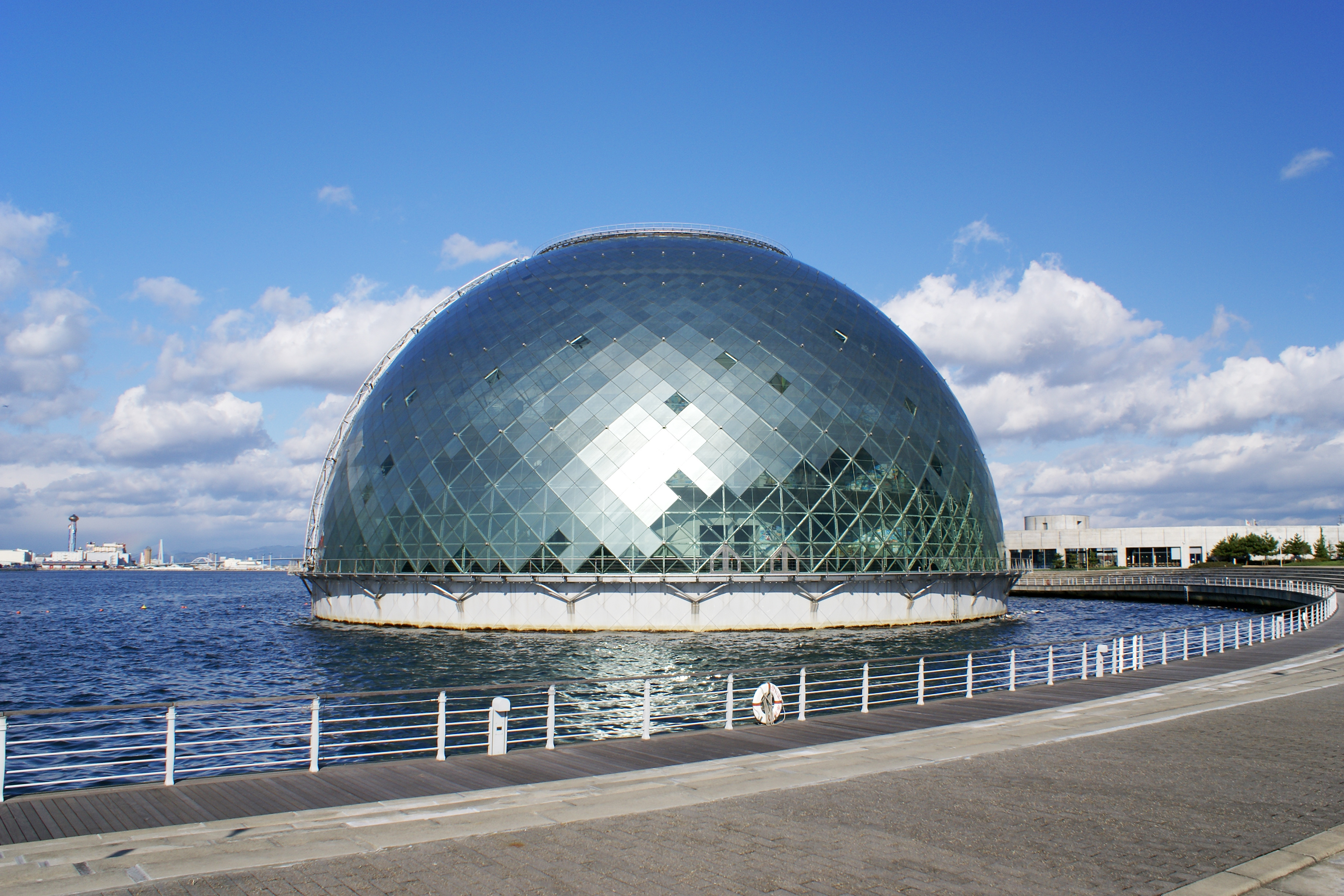
Museo Marítimo de Osaka, Osaka, Japón.

Estuvo a cargo de la planificación y construcción del Aeropuerto Internacional Charles de Gaulle (Roissy) en París desde 1967.
Falleció en París el 11 de octubre de 2018.